# Peziza perdicina
Peziza perdicina är en svampart som tillhör divisionen sporsäcksvampar, och som först beskrevs av Josef Velenovský, och fick sitt nu gällande namn av Svr?ek. Peziza perdicina ingår i släktet Peziza, och familjen Pezizaceae. Arten är reproducerande i Sverige.